# Megachile nigroalba
Megachile nigroalba är en biart som beskrevs av Heinrich Friese 1920. Megachile nigroalba ingår i släktet tapetserarbin, och familjen buksamlarbin. Inga underarter finns listade i Catalogue of Life.